# Бражник дубовый
Бражник дубовый (лат. Marumba quercus) — бабочка из семейства бражников (Sphingidae).

## Описание

### Бабочка
Размах крыльев 75−115 мм, на юге ареала до 125 мм. Самки несколько крупнее самцов. Крылья песочно-желтого до рыжевато-бежевого цвета с мраморными коричнево-серыми с бурым поперечными перевязями. Внешний край передних крыльев с неравномерными вырезками. Задние крылья такого же цвета, как и передние, с рыжеватым пятном в основании и в нижнем углу крыла. Активна только ночью, летит на электрический свет.
Похож на рыжую форму тополевого бражника, но значительно крупнее, светлее и передние крылья относительно более узкие.

### Гусеница
Тело зелёного цвета, в мелких светлых точках и косых полосах; похожа на гусениц тополевого и глазчатого бражников. Отличия: по бокам тела чередуются ширина косых желтоватых полос (узкая←→широкая).

## Ареал
Оседлый вид, не склонный к миграциям. Центральная и Южная Европа, Север Марокко,Средиземноморье, Балканы, Малая Азия, Юго-Западный Иран, Ираке. В СНГ — на юге европейской части, России, в Украине, в Закавказье, на Кавказе, в Западном Казахстане, Туркменистане.
В России встречается значительно реже тополевого и глазчатого бражников в дубравах и лесопосадках юга Европейской России, более характерен для юга Западной Европы в основном в горных массивах. В Ростовской области обитает в лесах, лесополосах, рощах, садах и парках. Наряду с двумя другими упомянутыми видами обитает в Ростовско-Темерницком рефугиуме в черте г. Ростова-на-Дону.

## Биология
Развивается в одном поколении. Лёт бабочек происходит в июне-июле. Гусеницы питаются только листьями дубов. Бабочка не питается, имеет неразвитый ротовой аппарат, и живёт за счет запаса питательных веществ, накопленных гусеницей.
В Ростовской области бражник развивается в 1-м поколении, бабочки летают с мая по июль. Зимует куколка.

## Размножение
Самка откладывает до 50 яиц. Гусеницы питаются на дубе, в основном на подросте и поросли пней. Зимует куколка в почве.

## Замечания по охране
Занесён в Красную книгу Украины.